# Галактическая нить

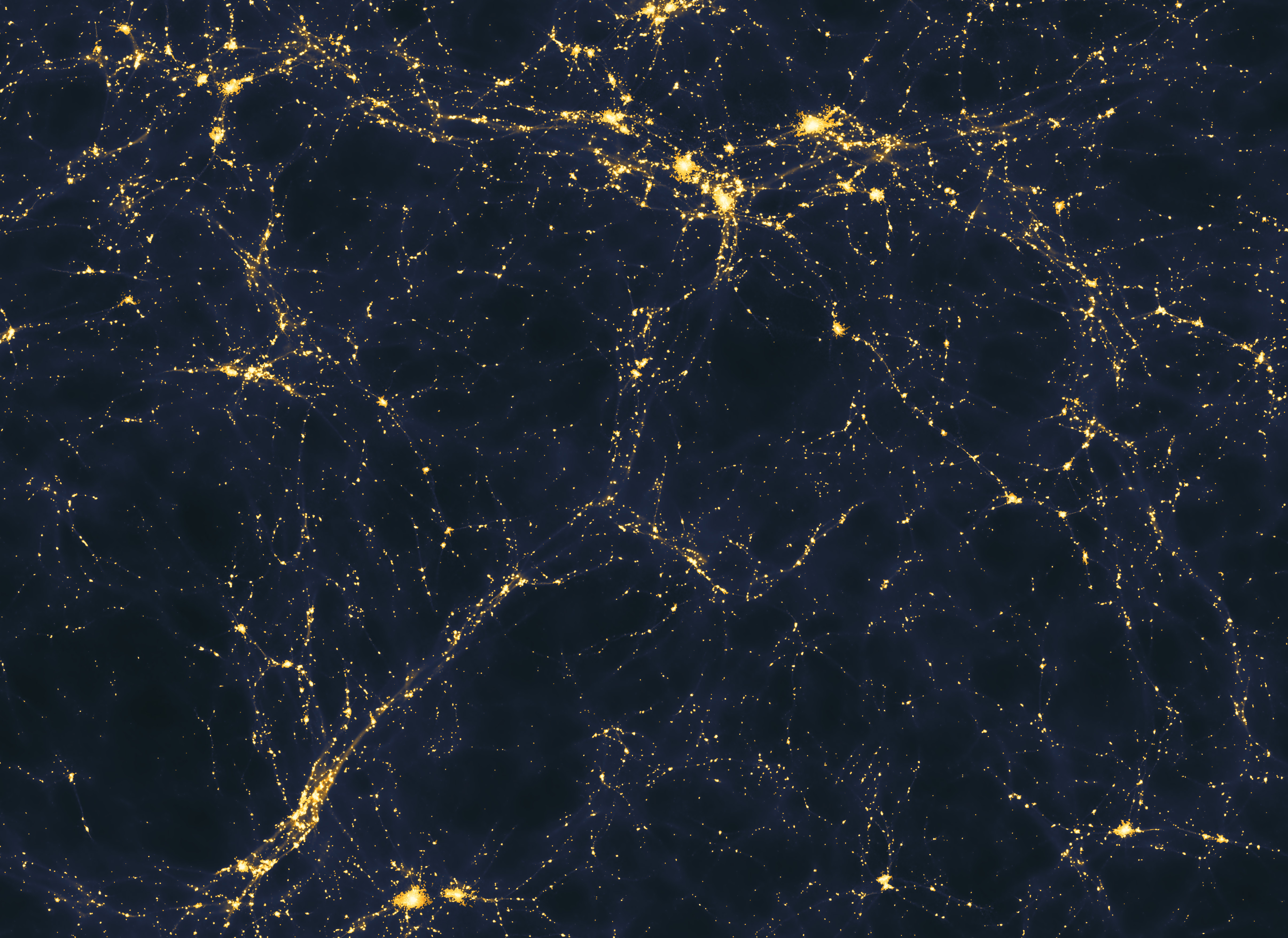
Галактические нити, стены и пустоты вместе образуют сетчатые структуры.

Галактическая нить, волокно (англ. filament — нить, волокно) — крупнейшие наблюдаемые космические структуры во Вселенной в форме нитей из галактик со средней длиной в 50—80 мегапарсек (163—260 млн св. лет), лежащие между войдами (большими пустотами). Нити и войды могут формировать «великие стены» — относительно плоские комплексы скоплений и сверхскоплений. Галактические нити заполнены очень горячим (миллионы и десятки миллионов градусов) и очень разреженным (от 1 до 10 атомов на м3) газом.

## Возможная природа
По стандартной модели эволюции Вселенной галактические нити формируются и следуют вдоль сетевидных потоков тёмной материи. Предполагается, что эта тёмная материя ответственна за макроструктуру вселенной. Тёмная материя гравитационно притягивает барионную материю, и эту обычную материю астрономы наблюдают в виде стен и нитей из галактических сверхскоплений.
Открытия гиперскоплений — групп сверхскоплений — начались в 1980-х годах. В 1987 году астроном Брент Талли из Гавайского университета идентифицировал структуру, которую он назвал Комплекс сверхскоплений Рыб-Кита. В 1989 году была обнаружена Великая стена CfA2, а в 2003 году учёные открыли Великую стену Слоуна. В 2013 году были открыты Громадная группа квазаров и Великая стена Геркулес — Северная Корона.

## Перечень

### Галактические нити
Данный тип нитей имеет приблизительно одинаковые большую и малую полуоси в поперечном сечении. Иными словами, поперечное сечение данного типа нитей по форме похоже на круг.
| Нить                                       | Дата открытия | Среднее расстояние | Размер                                           | Примечание |
| ------------------------------------------ | ------------- | ------------------ | ------------------------------------------------ | --- |
| Нить Волосы Вероники (нить Кома)           |               |                    |                                                  | Сверхскопление Волос Вероники (сверхскопление Кома) принадлежит Нити Волос Вероники, а также формирует часть Великой стены                                                                         |
| Нить Персея-Пегаса                         | 1985          |                    | Около 300 миллионов световых лет                 | Включает Сверхскопление Кита-Рыб, а также Сверхскопление Персея-Рыб. |
| Нить Большой Медведицы                     | 1995          |                    |                                                  | Нить формирует часть левой «ноги» Гомункула в структуре Гомункулус CfA. |
| Нить Рыси-Большой Медведицы                | 1999          |                    | ~ 60 Мпарсек                                     | Хотя Сверхскопление Рыси-Большой Медведицы и Нить Рыси-Большой Медведицы соединены, тем не менее это разные структуры и последняя гораздо больше. Дальний конец нити соединяется с Великой Стеной. |
| z=2,38 нить около скопления ClG J2143-4423 | 2004          | 10,8 млрд св. лет  | 300 млн св. лет в длину; 50 млн св. лет в ширину | В 2004 году была обнаружена нить, сопоставимая по размеру с Великой Стеной. По состоянию на 2008 год эта структура является самой большой за пределами z=2                                         |

### Галактические стены
Данный тип нитей имеет одну полуось, которая значительно превышает другую в продольном сечении. Иными словами, поперечное сечение данного типа нитей по форме похоже на сильно вытянутый эллипс.
| Стена                                                                              | Дата        | Среднее расстояние         | Размер                                                                                     | Примечание |
| ---------------------------------------------------------------------------------- | ----------- | -------------------------- | ------------------------------------------------------------------------------------------ | --- |
| Великая стена CfA2 (Великая стена, Северная Великая Стена, Великая Северная Стена) | 1989        | 200 млн св. лет            | 818 млн св. лет в длину 300 млн св. лет в ширину 15 млн св. лет в толщину                  | Это первая обнаруженная супербольшая крупномасштабная структура во Вселенной. Сейчас она является третьей по величине после Великой стены Геркулес — Северная Корона и Великой Стены Слоуна. CfA Homunculus находится в центре Великой стены и Сверхскопление Волос Вероники формирует большую часть структуры CfA Homunculus. |
| Великая стена Слоуна (Великая Стена SDSS)                                          | 2005        | около 1 млрд св. лет       | 1411 млн св. лет в длину                                                                   | До 2013 года была первой по величине крупномасштабной структура Вселенной |
| Великая стена Геркулес — Северная Корона                                           | ноябрь 2013 | 10 млрд св. лет. z=1.5-2.1 | 10 млрд св. лет.                                                                           | Самая большая из известных масштабных структур Вселенной. |
| Стена Скульптора (Южная Великая Стена, Великая Южная стена, Южная Стена)           |             |                            | 8000 км/с в длину 5000 км/с в ширину 1000 км/с в толщину (в определении красного смещения) | Стена Скульптора «параллельна» Стене Печь и «перпендикулярна» к Стене Журавль. |
| Стена Журавль                                                                      | январь 2004 | 10,8 млрд св. лет, z=2.38  |                                                                                            | Стена Журавль «перпендикулярна» к Стене Печь и Стене Скульптор. |
| Стена Печь                                                                         |             |                            |                                                                                            | Скопление Печь является частью этой стены. Стена Печь «параллельна» Стене Скульптор и «перпендикулярна» Стене Журавль. |
| Стена Южного полюса                                                                | июль 2020   | 500 млн св. лет            | 1.4 млрд св. лет.                                                                          | Обнаружена в 2020 году. Простирается на 1,4 миллиарда световых лет за галактикой Млечный Путь между созвездием Кита и созвездием Райской птицы. |

- Учёными была предложена Стена Центавра (или Великая стена Центавра), которая имела бы Стену Печь в качестве её составной части. Она также включала бы Сверхскопление Центавра и Сверхскопление Девы. (Тогда это была бы Местная стена или Местная Великая Стена)[14][15].
- Учёными была предложена стена в качестве физического воплощения Великого аттрактора со скоплением Наугольника в качестве части этой стены. Эта стена также упоминается как Великая Стена Аттрактора или Стена Наугольника[17].
- В 2000 году была предложена стена, находящаяся на расстоянии z=1,47 около радиогалактики B3 0003+387[18].
- В 2000 году была предложена стена, находящаяся на расстоянии z=0.559[19][20].

## Распределение в пространстве ближайших стен и сверхскоплений

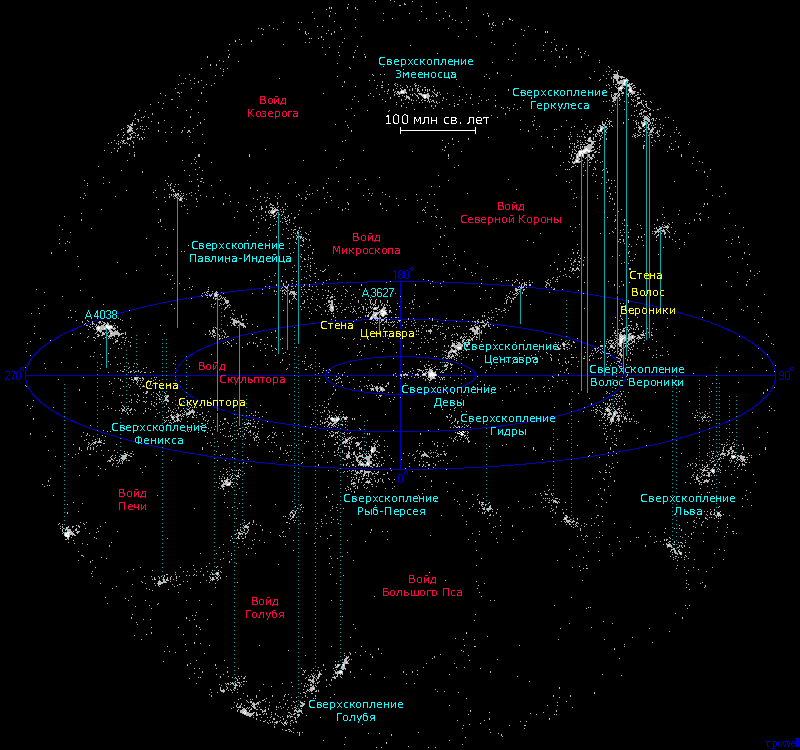
Вселенная в пределах 500 млн световых лет, показывающая ближайшие галактические стены и сверхскопления

### Комплекс суперкластеров
| Суперкластер                       | Дата открытия | Среднее расстояние | Размер                                          | Примечание                                                                              |
| ---------------------------------- | ------------- | ------------------ | ----------------------------------------------- | --------------------------------------------------------------------------------------- |
| Комплекс сверхскоплений Рыб — Кита | 1987          |                    | 1 млрд св. лет в длину 150 млн св. лет в ширину | Включает в себя Суперкластер Девы и Локальную группу, находится в созвездиях Кита и Рыб |

## Крупномасштабное распределение галактик

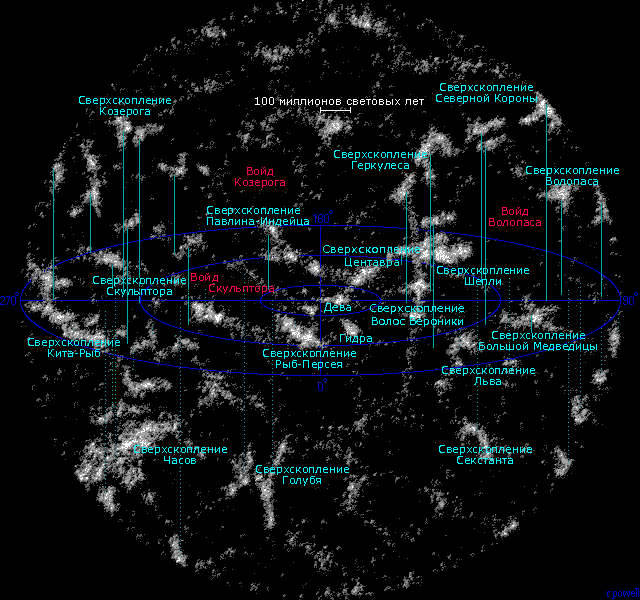
Вселенная в пределах 1 млрд световых лет (307 Мпарсек), показывающая местные сверхскопления, формирующие нити и войды.
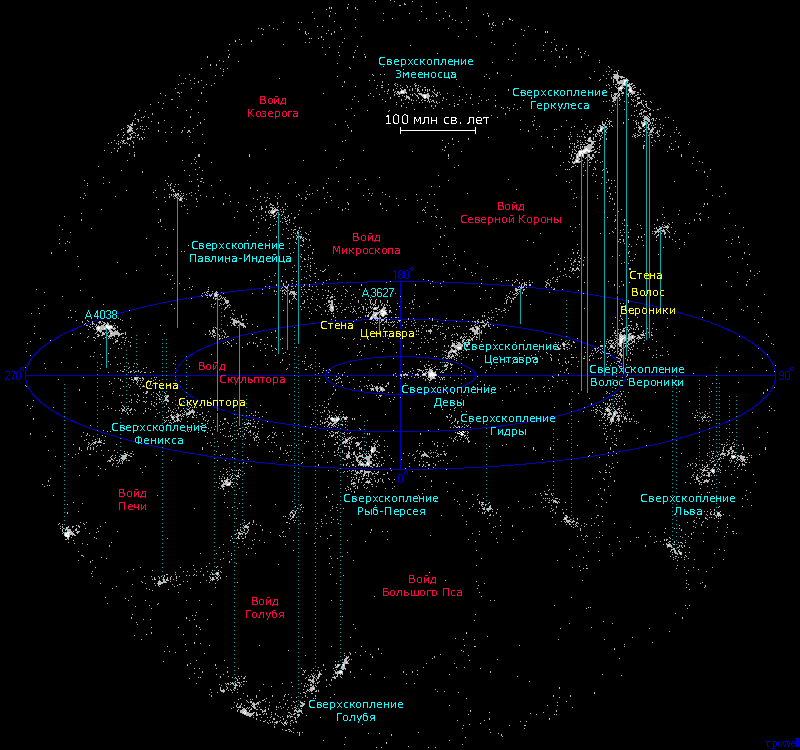
Карта ближайших стен, войдов и сверхскоплений.
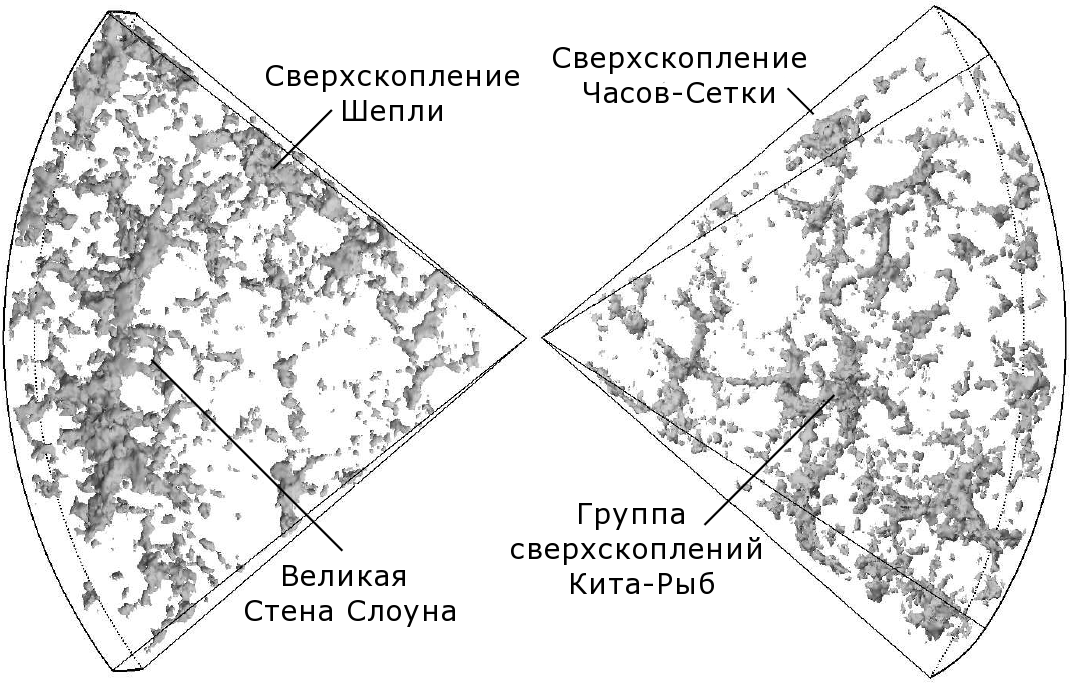
Реконструкция Великой стены Слоуна на компьютерном инструменте DTFE
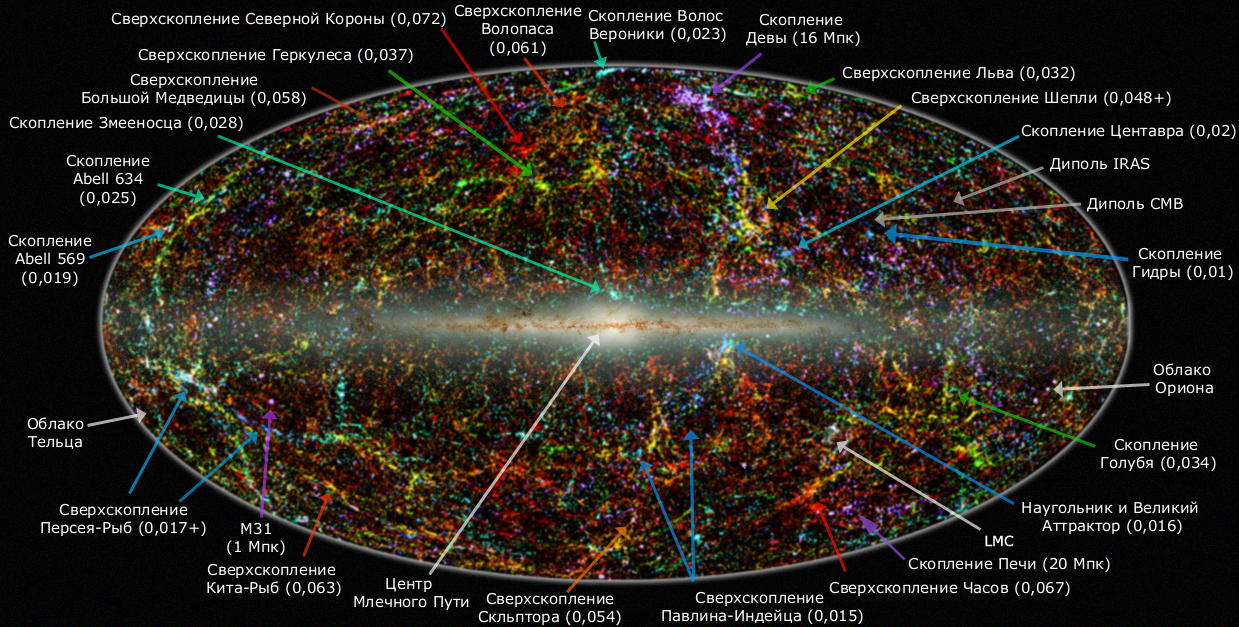
Панорамный вид распределения скоплений и сверхскоплений в инфракрасном диапазоне